# 列萬
列萬（法語：Liévin，法語發音：[ljevɛ̃]），法国北部城市，上法兰西大区加来海峡省的一个市镇，隶属于朗斯区，其市镇面积为12.83平方公里，2022年1月1日时人口数量为30,113人，是该省人口第五多的市镇，在法国城市中排名第269位。
列万位于加来海峡省东部，北部-加来海峡矿区的西部核心地带，近代因煤炭开采而形成都市，现为重要的居民区，和与其相邻的朗斯组成了一个大型核心城市圈。

## 地名来源

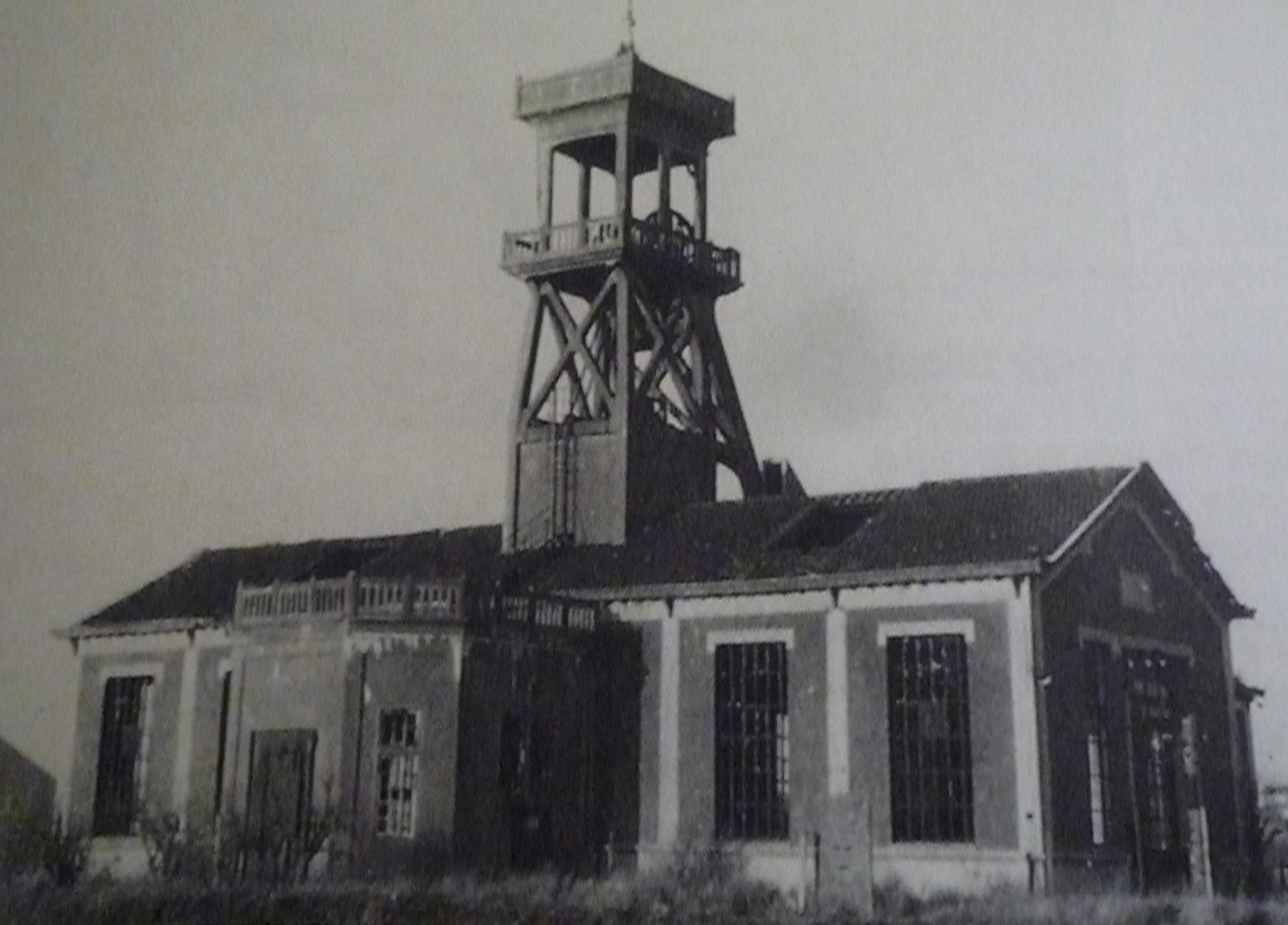
列万的一处煤炭加工车间

“列万”一名可能与天主教同名圣人有关，其名称来源尚有待考证。

## 历史
列万境内的里约蒙（Riaumont）曾发现新石器时期的人类活动遗迹，该地也因此被认为是列万的城市发展的“摇篮”。1070年，“列万”作为聚落首次出现于布洛涅伯爵的手记中。14世纪时，当地出现了水磨坊。1648年，正值三十年战争时期，法国在列万附近与西班牙军队展开激烈交战，并大获全胜，史称朗斯战役。法国大革命后，列万成为加来海峡省的一个市镇，直至19世纪初，列万尚未一个人口不足一千的普通农业聚落。1857年，列万境内发现大量煤炭资源，并很快得到开采利用。工业的发展使得列万快速完成城市化，人口数量急剧上升。第一次世界大战期间，列万遭遇严重的破坏，其战后重建持续超过十年。20世纪中后期，受到能源危机影响，列万境内的煤炭工厂大批关闭，引发失业潮和一系列的社会问题。

## 地理

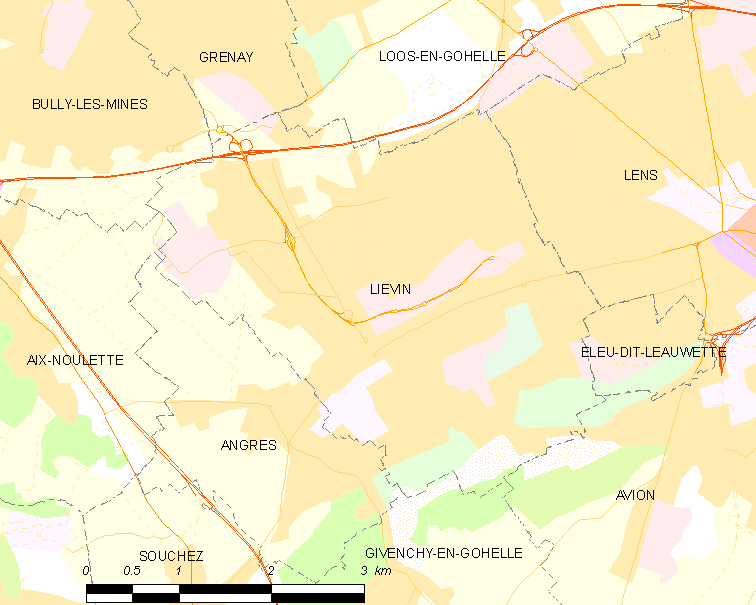
列万市镇范围地图

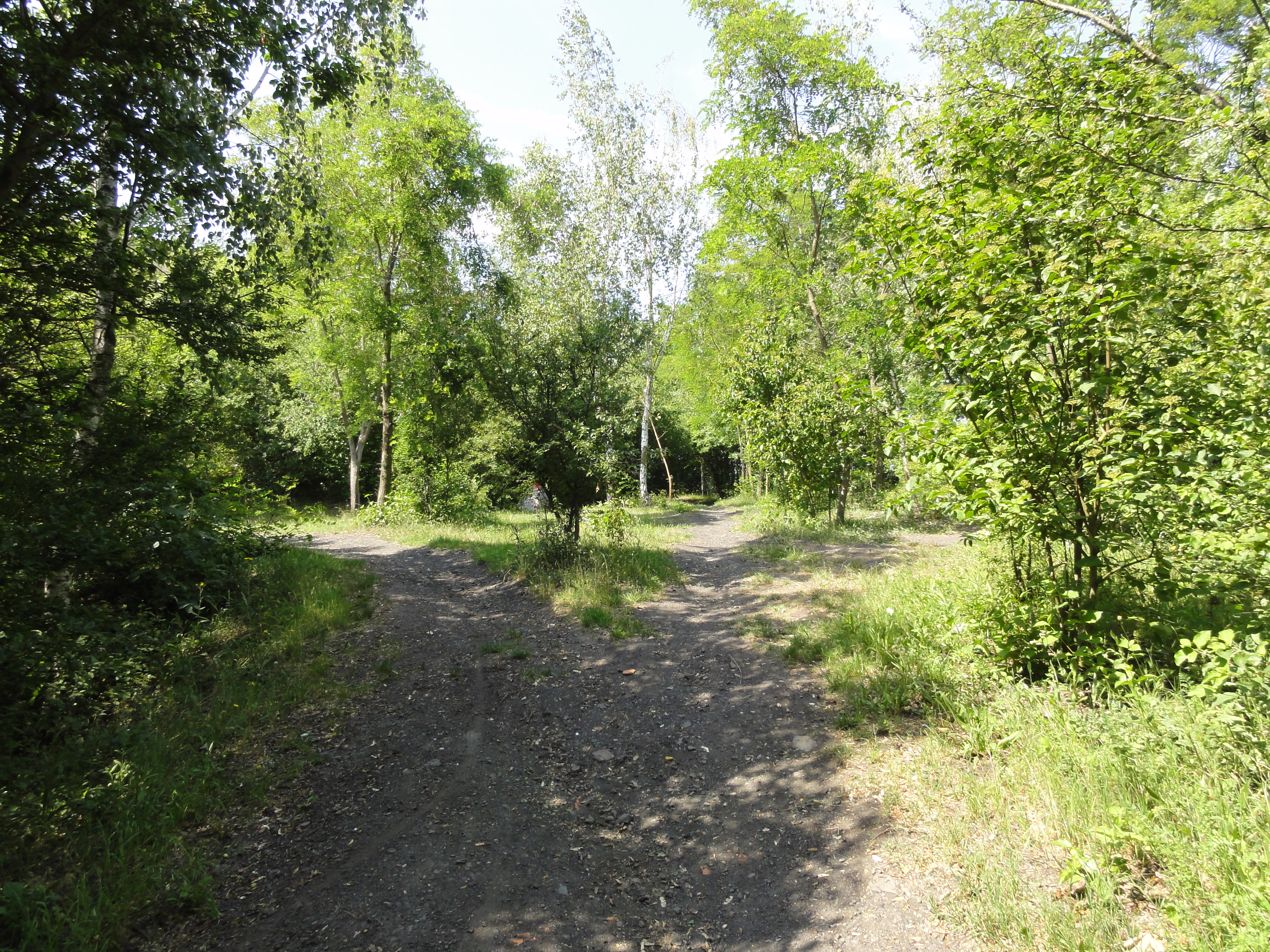
列万境内的一处尾矿山

列万位于法国北部，上法兰西大区北部和加来海峡省东部，距离省会阿拉斯大约17公里。与列万接壤的市镇包括：埃勒迪洛韦特、日旺希昂戈埃勒、昂格尔、艾克斯-努莱特、阿维翁、比利莱米讷、格勒奈、朗斯、洛斯昂戈埃勒。

### 地形
列万位于北部-加来海峡平原腹地，境内以平原为主，市镇中心地势较为平坦，南部略有起伏，全境海拔在32到80米之间。

### 水文
苏谢河自西向东流经境内南部，该河是德勒河的支流，属于斯海尔德河水系。

### 植被
列万属于温带阔叶混交林区，市区内的主要绿地包括乘务员公园（Parc des Equipages）、公共花园（Jardin Public）等，市区南部的里欧蒙树林（Bois de Riaumont）是当地面积最大的城市森林公园。
在鲜花城市的评比中，列万被评为2星级鲜花城市。

### 气候
列万在柯本气候分类法中属于温带海洋性气候，因其纬度相对偏高，当地的年均气温略低于法国西南部的同气候区。
距离列万最近的气象站位于阿拉斯境内，以下为该气象站的数据（其中日照数据取自里尔）：
| 阿拉斯1981年－2019年 | 阿拉斯1981年－2019年 | 阿拉斯1981年－2019年 | 阿拉斯1981年－2019年 | 阿拉斯1981年－2019年 | 阿拉斯1981年－2019年 | 阿拉斯1981年－2019年 | 阿拉斯1981年－2019年 | 阿拉斯1981年－2019年 | 阿拉斯1981年－2019年 | 阿拉斯1981年－2019年 | 阿拉斯1981年－2019年 | 阿拉斯1981年－2019年 | 阿拉斯1981年－2019年 |
| 月份                 | 1月                  | 2月                  | 3月                  | 4月                  | 5月                  | 6月                  | 7月                  | 8月                  | 9月                  | 10月                 | 11月                 | 12月                 | 全年                 |
| -------------------- | -------------------- | -------------------- | -------------------- | -------------------- | -------------------- | -------------------- | -------------------- | -------------------- | -------------------- | -------------------- | -------------------- | -------------------- | -------------------- |
| 历史最高温 °C（°F）  | 14.9 (58.8)          | 17.7 (63.9)          | 22 (72)              | 26.8 (80.2)          | 30.5 (86.9)          | 34.1 (93.4)          | 36.9 (98.4)          | 37.6 (99.7)          | 32.2 (90.0)          | 29.3 (84.7)          | 19.9 (67.8)          | 16.1 (61.0)          | 37.6 (99.7)          |
| 平均高温 °C（°F）    | 5.8 (42.4)           | 7.1 (44.8)           | 10.6 (51.1)          | 14.2 (57.6)          | 18 (64)              | 20.6 (69.1)          | 23.2 (73.8)          | 23.5 (74.3)          | 19.7 (67.5)          | 15.1 (59.2)          | 9.4 (48.9)           | 6 (43)               | 14.4 (57.9)          |
| 日均气温 °C（°F）    | 3.4 (38.1)           | 4.2 (39.6)           | 7 (45)               | 9.5 (49.1)           | 13.1 (55.6)          | 15.7 (60.3)          | 18.1 (64.6)          | 18.2 (64.8)          | 15.2 (59.4)          | 11.4 (52.5)          | 6.7 (44.1)           | 3.7 (38.7)           | 10.5 (50.9)          |
| 平均低温 °C（°F）    | 1 (34)               | 1.3 (34.3)           | 3.3 (37.9)           | 4.9 (40.8)           | 8.3 (46.9)           | 10.8 (51.4)          | 13 (55)              | 13 (55)              | 10.6 (51.1)          | 7.6 (45.7)           | 3.9 (39.0)           | 1.4 (34.5)           | 6.6 (43.9)           |
| 历史最低温 °C（°F）  | −14.1 (6.6)          | −13.3 (8.1)          | −9.4 (15.1)          | −4.4 (24.1)          | −1.3 (29.7)          | 2.3 (36.1)           | 5.1 (41.2)           | 4.4 (39.9)           | 0.5 (32.9)           | −4 (25)              | −8.6 (16.5)          | −12.8 (9.0)          | −14.1 (6.6)          |
| 平均降水量 mm（）    | 58.3 (2.30)          | 53.4 (2.10)          | 54.2 (2.13)          | 48.1 (1.89)          | 59.6 (2.35)          | 62.5 (2.46)          | 74 (2.9)             | 62.9 (2.48)          | 58.5 (2.30)          | 67 (2.6)             | 65.8 (2.59)          | 75.6 (2.98)          | 739.9 (29.13)        |
| 月均日照時數         | 86                   | 104                  | 156.8                | 167.7                | 204.9                | 227.4                | 238.2                | 231                  | 191.5                | 133.3                | 81.4                 | 77.6                 | 1,899.8              |
| 来源：infoclimat.fr  |                      |                      |                      |                      |                      |                      |                      |                      |                      |                      |                      |                      |                      |

## 行政区划
列万是法国上法兰西大区加来海峡省的一个市镇，编号为62510。列万下辖朗斯区，隶属于加来海峡省第十二选区，管理列万县，同时也是朗斯-列万城市圈公共社区的办公驻地。
法国国家统计与经济研究所（简称）在进行数据统计时，将列万及相邻的另外66个市镇设为杜埃-朗斯城市核心区，并将包括核心区在内的周边共103个市镇划为列万城市区。自2020年起，杜埃-朗斯城市区被拆分，列为被划入包含50个市镇的朗斯-列万城市辐射区。此外，还将列万市镇分为了17个“块区”（IRIS），以便于统计人口分布情况。

## 交通

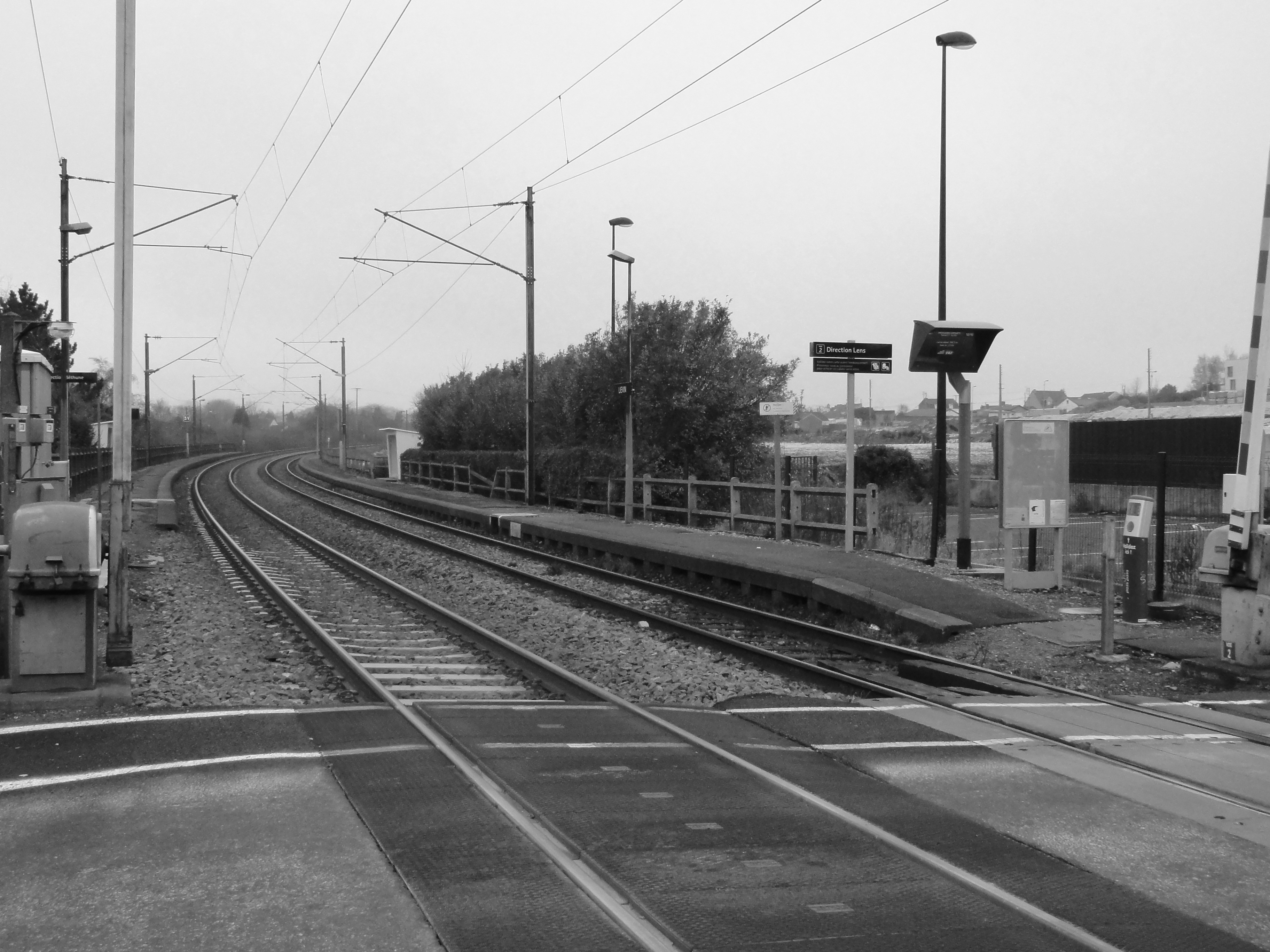
列万火车站

### 公路
A21高速公路经过列万市区北部，设有7号出入口连接市区，此外多条加来海峡省省道在列万境内交汇，上法兰西大区下属的城际客运提供巴士线路，可前往周边部分市镇。
2017年，71.3%的列万家庭拥有至少一辆私人汽车。2019年，列万境内共发生各类交通事故10起，造成2人遇难，12人受伤。

### 铁路
列万位于阿拉斯－敦刻尔克铁路上。列万站位于市区北部，停靠往返于阿拉斯和加来一线的区域列车。

### 航空
距离列万最近的民用航空站为里尔机场，距离列万市中心的公路里程约39公里。

### 城市公共交通
列万是朗斯-贝蒂讷城市公共交通的服务范围，其商业名称为，截至2021年8月，该系统共有各类公交线路共计67条，路网覆盖了包括列万在内的数十个市镇。2019年，该系统下属的七条公交线路升级为大容量公交。

## 政治

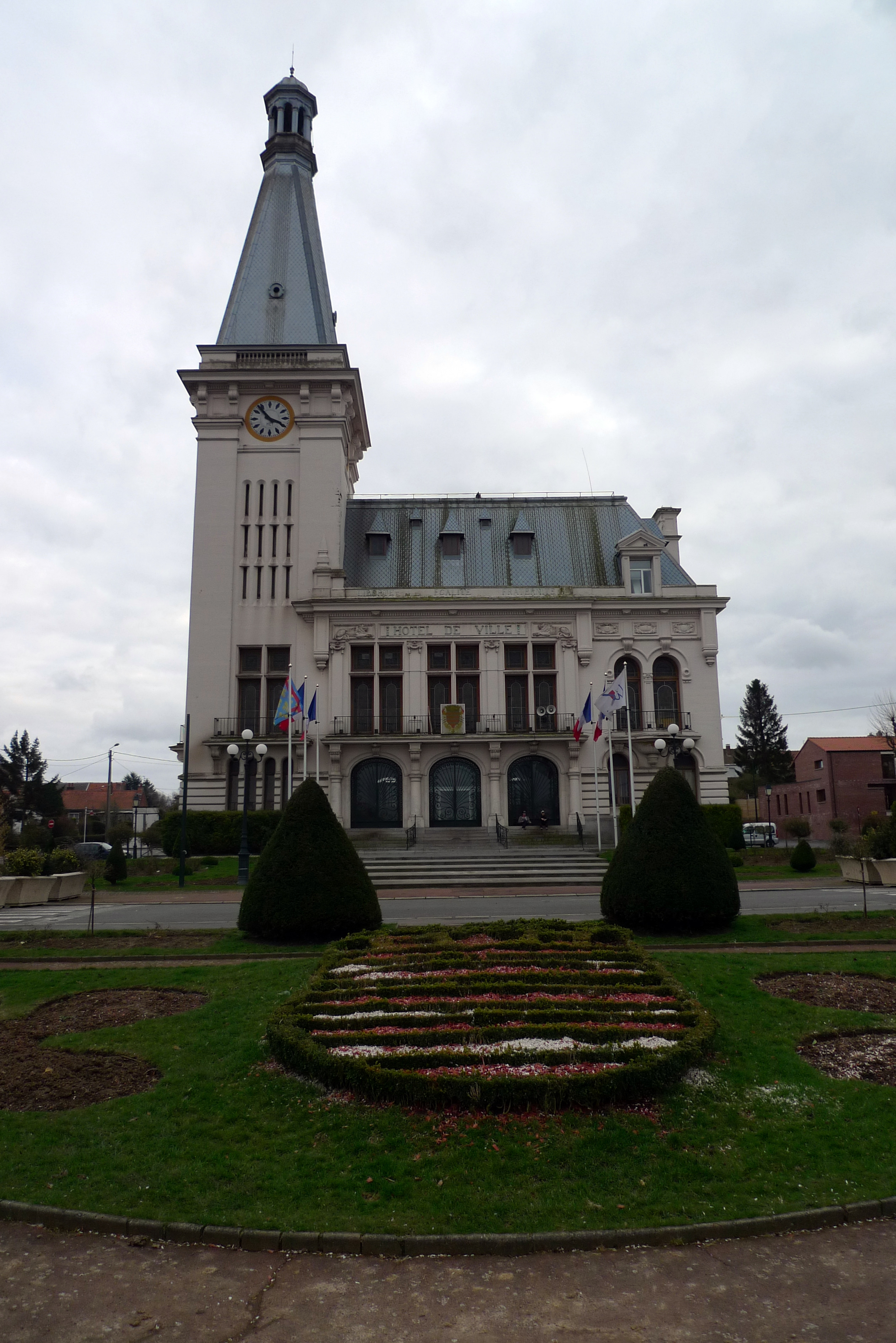
列万市政厅

列万的现任市长为洛朗·迪波尔日先生（Laurent Duporge），他是社会党的一名成员，在2020年的市政选举中获得了73.52%的支持率。
在2017年的法国总统大选中，法国极右翼政党国民阵线主席玛丽娜·勒庞在列万获得了58.85%的支持率。
| 列万历届市长   |                                       |                      |
| 任期           | 市长                                  | 党派                 |
| 1944年－1945年 | Henri Bertin 亨利·贝尔坦              | 不详                 |
| 1945年－1947年 | Florimond Lemaire 弗洛里蒙·勒迈尔     | SFIO工人国际法国支部 |
| 1947年－1952年 | Eugène Gossart 欧仁·戈萨尔            | SFIO工人国际法国支部 |
| 1952年－1981年 | Henri Darras 亨利·达拉斯              | PS社会党             |
| 1981年－2013年 | Jean-Pierre Kucheida 让-皮埃尔·库谢达 | PS社会党             |
| 2013年－       | Laurent Duporge 洛朗·迪波尔日         | PS社会党             |

## 人口
2018年，列万市镇人口数量为30,423，在法国排名第269位。其中男性14,762人，女性16,023人，75岁及以上人口占6.4%，外籍人口数量为7,008人，人口密度为2,371人/平方公里，当地居民被称为（男性）或（女性）。2019年，列万境内出生364人，死亡人口355人。
| 年份   | 1931   | 1936   | 1946   | 1954   | 1962   | 1968   | 1975   | 1982   | 1990   | 1999   | 2006   | 2011   | 2016   | 2018   |
| ------ | ------ | ------ | ------ | ------ | ------ | ------ | ------ | ------ | ------ | ------ | ------ | ------ | ------ | ------ |
| 人口數 | 26,698 | 25,127 | 28,875 | 31,808 | 35,127 | 35,853 | 33,070 | 33,096 | 33,623 | 33,427 | 32,565 | 31,790 | 30,936 | 30,423 |

## 经济

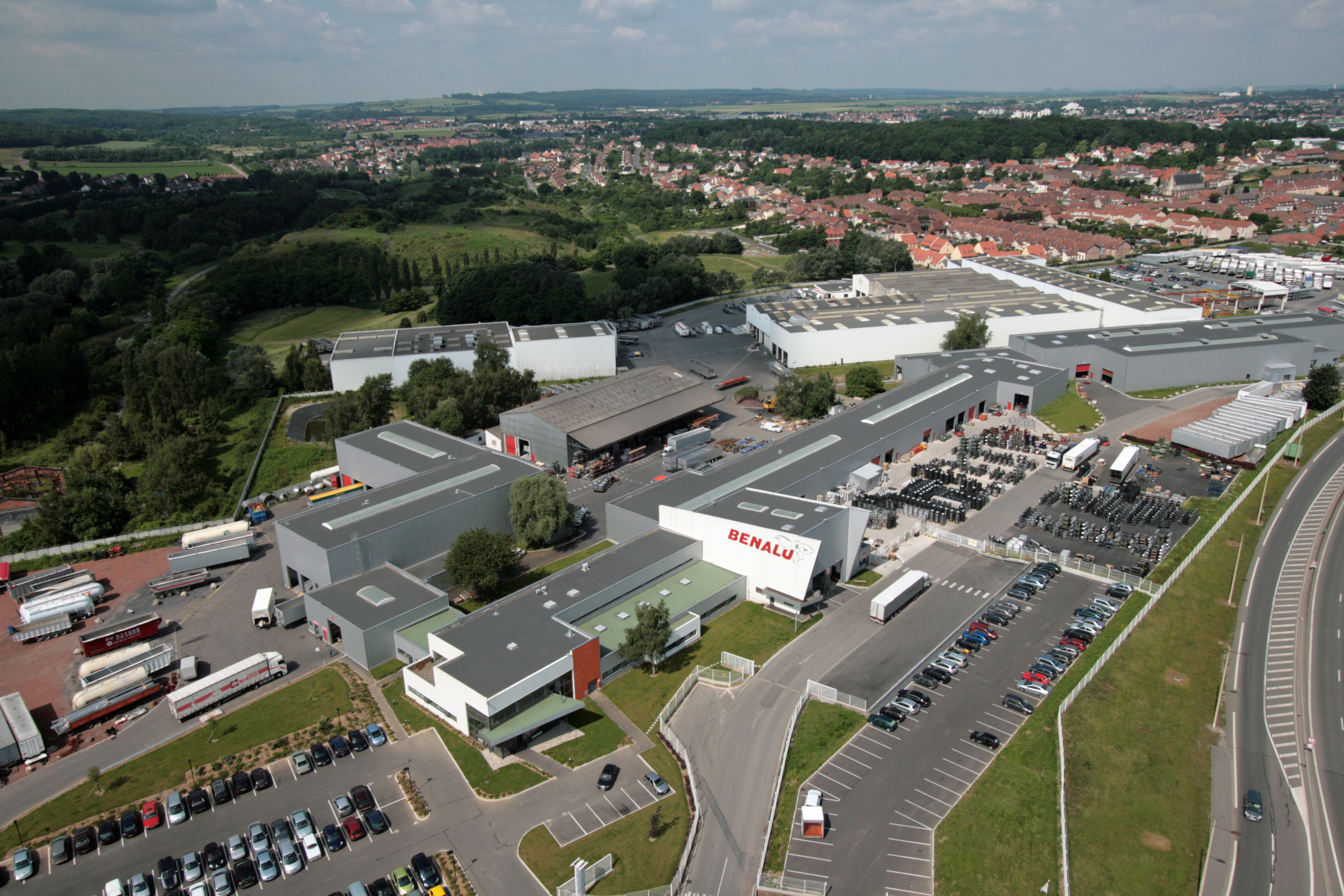
列万工业区

截止2021年8月，列万共有各类用人单位2,285家，平均历史为14年，其中97.85%为中小型企业（PME）。（汽车销售）、（汽车销售）及（汽车销售）是当地2019年营业额最高的三个企业，分别为40,461,570欧元、33,719,950欧元和30,699,621欧元。

## 财政收入
2019年，列万的财政收入总额为50,008,300欧元，财政支出总额为45,285,000欧元，当年的债务总额为30,932,800欧元。2020年，列万共获得18,832,794欧元的国家财政补助，比上一年增加了0.01%。
2017年，列万的人均月收入总额为1,844欧元，其中高级职员为3,311欧元，低于法国平均水平（4,214欧元）；中级职员为2,158欧元，低于法国平均水平（2,353欧元）；普通职员为1,583欧元，亦低于法国平均水平（1,690欧元）。
2017年，列万境内的青壮年（15至64岁）失业率为26.6%，当地30.3%的家庭拥有纳税资格，平均纳税1,771欧元，低于法国平均水平（3,888欧元）。

## 社会事务

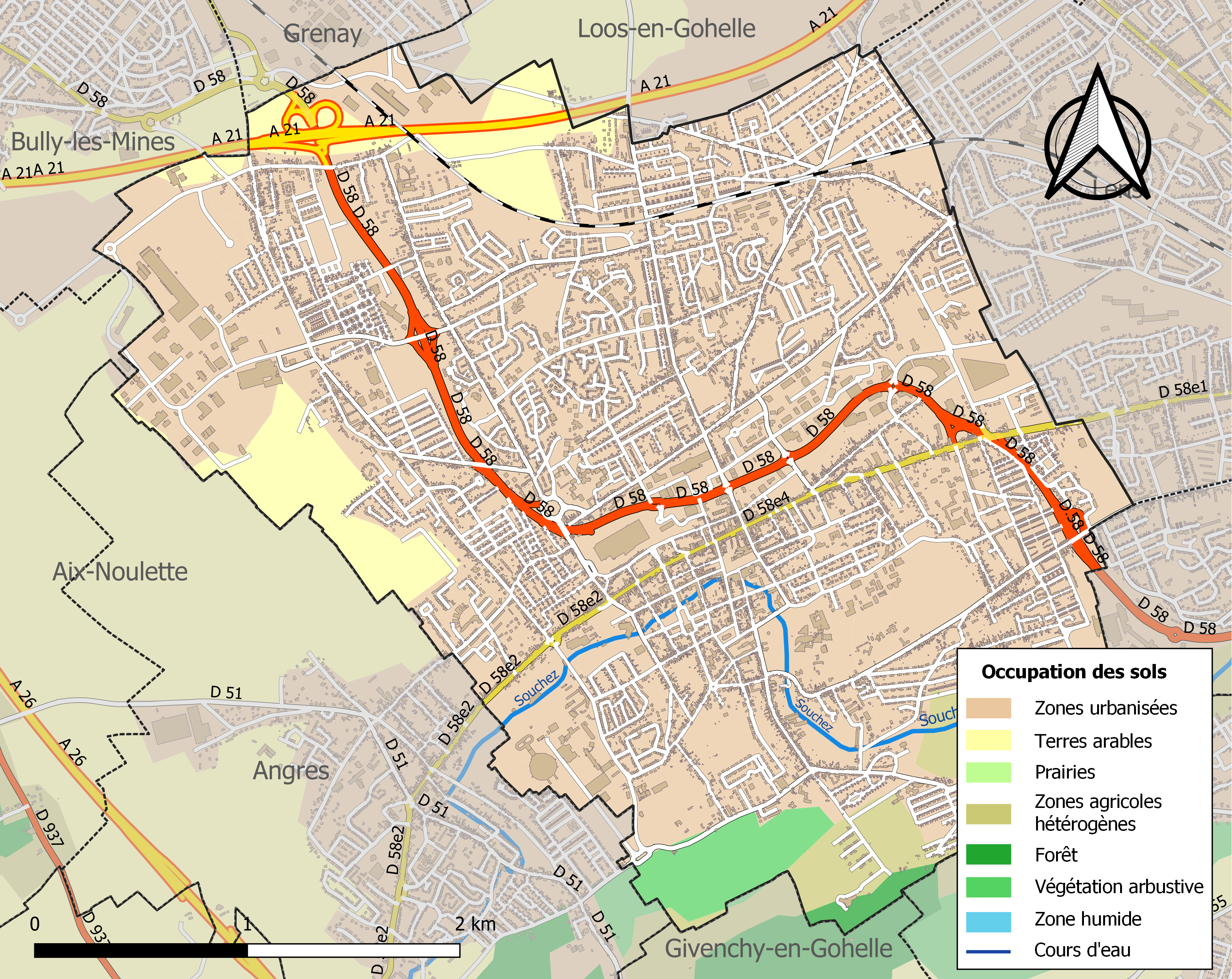
列万土地利用情况地图

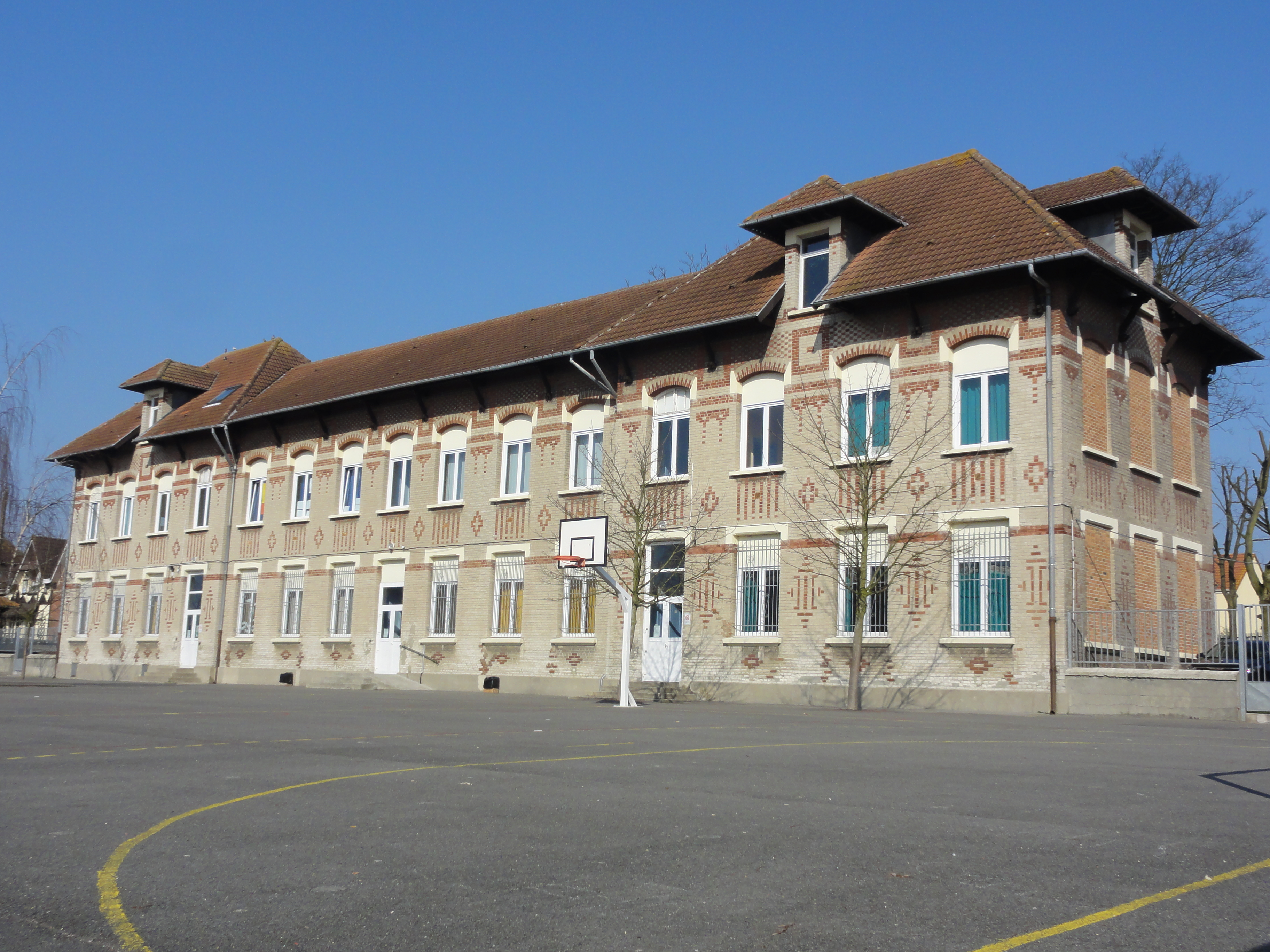
列万的一所学校

### 教育
列万属于里尔学区。截止2019年1月1日，列万境内共有10所幼儿园、12所小学、3所初级中学、1所普通高中和3所职业高中。2018至2019学年度，列万境内共有在校中等教育阶段学生3,000名。
在高等教育方面，阿图瓦大学在列万设有一个校区，其体育运动科学本科专业在此授课。

### 医疗
截止2019年1月1日，列万境内共有全科医生31名、保健师27名、牙医10名、护士55名、耳科医生1名、眼科医生2名、皮肤科医生2名、助产士3名和妇科医生2名。境内共有药房16家、养老院4家、残疾人帮扶中心9家。
距离列万最近的区域性医疗机构为朗斯中心医院（Centre Hospitalier de Lens），其主病区“沙夫内尔医生中心医院”（Centre Hospitalier de Docteur Schaffner）位于朗斯市区，设有床位973个，是当地规模最大的公立综合性医院。

### 住房
2017年，列万境内共有各类住房13,569套，其中75.1%为独立式居民区，分布于各个街区；24.8%为集中式居民区，主要分布于市区中部。常住房屋占列万市镇范围内居民建筑总量的94.4%。
在住房保障政策方面，2017年，列万境内共有4,918户家庭获得了住房经济补助，受益人数占总人口数量的16%，其中4,684份为房租补助。

### 商业
2019年，列万境内共有各类实体商铺477家，其中餐厅66家、大型超市9家、杂货店14家、面包房23家、肉铺9家、书店2家、装饰品店2家、银行门店10家、美容美发店46家、汽车维修店34家。市区中部的弗朗索瓦·密特朗大街北侧建有大型商业街区，核心卖场为家乐福。

### 体育
2019年，列万境内共有1家游泳池、9间体育馆、4座综合体育场、8处网球场、11处足球或橄榄球场以及6处篮球或排球场。
截至2021年8月，列万境内共有四家注册足球俱乐部，其中列万奥林匹克（Olympic Liévin）、列万体育运动联盟（U.S.A. Liévin）和列万狄亚娜（C.S. Diana Liévin）在2021至2022赛季均参加上法兰西大区足球联赛。

### 环境
列万的环境事务由其所属的公共社区负责。2019年，列万境内共有3家污染企业。

### 治安
2019年，列万市镇范围内共有1处派出所。
2014年，列万及附近地区共发生各类案件19,558起，其中盗窃类案件12,234起，经济类案件1,434起，毒品交易类案件717起。

## 文化
2019年，列万境内共有1家剧场和1家电影院。列万市政府提供多媒体中心，向公众全年开放。

### 建筑
列万境内有多处历史建筑，其中列万新教教堂为法国国家文物保护单位，列万圣阿梅教堂则是当地的代表性建筑物。

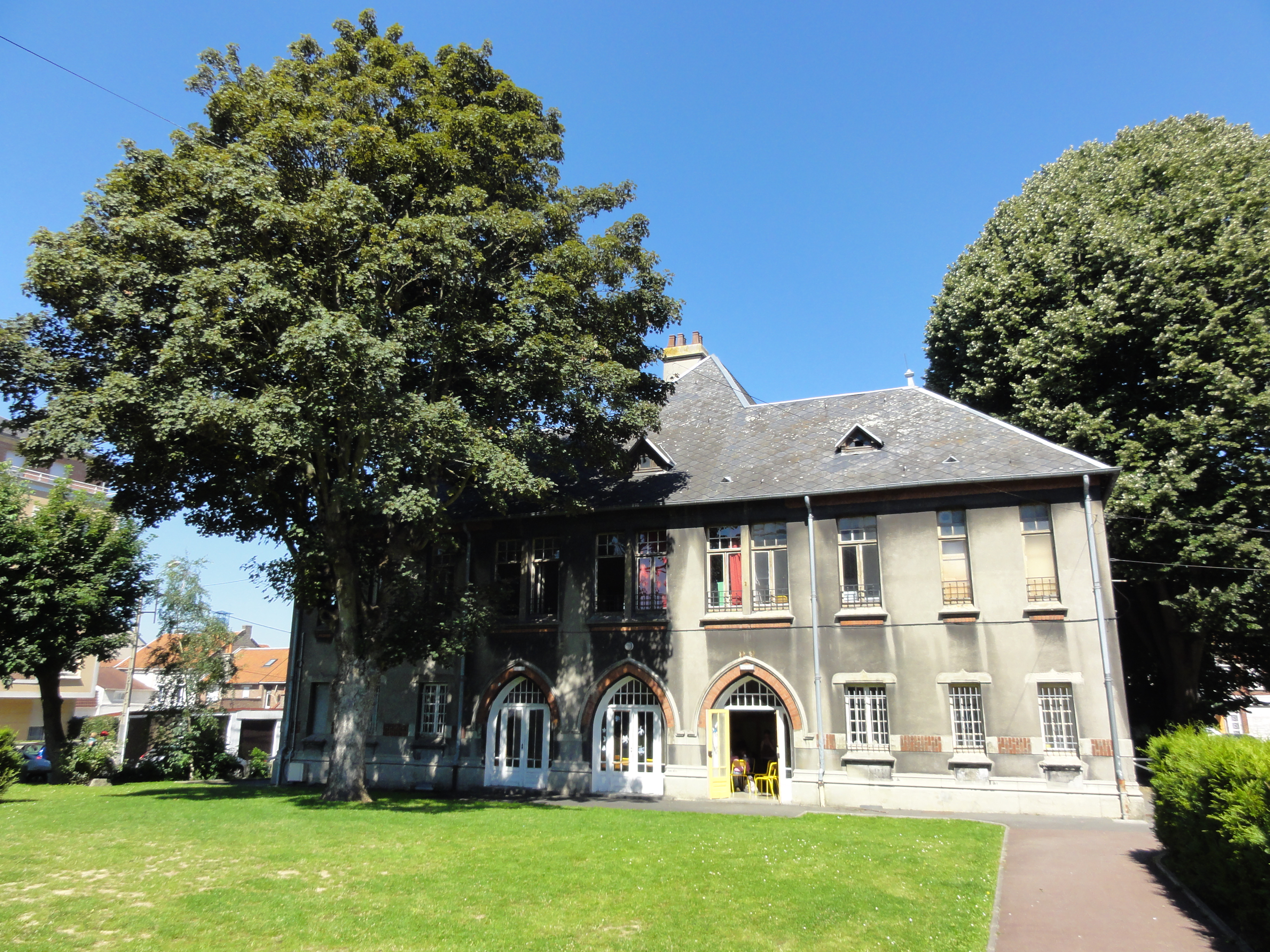
列万新教教堂（法语：Temple protestant de Liévin）
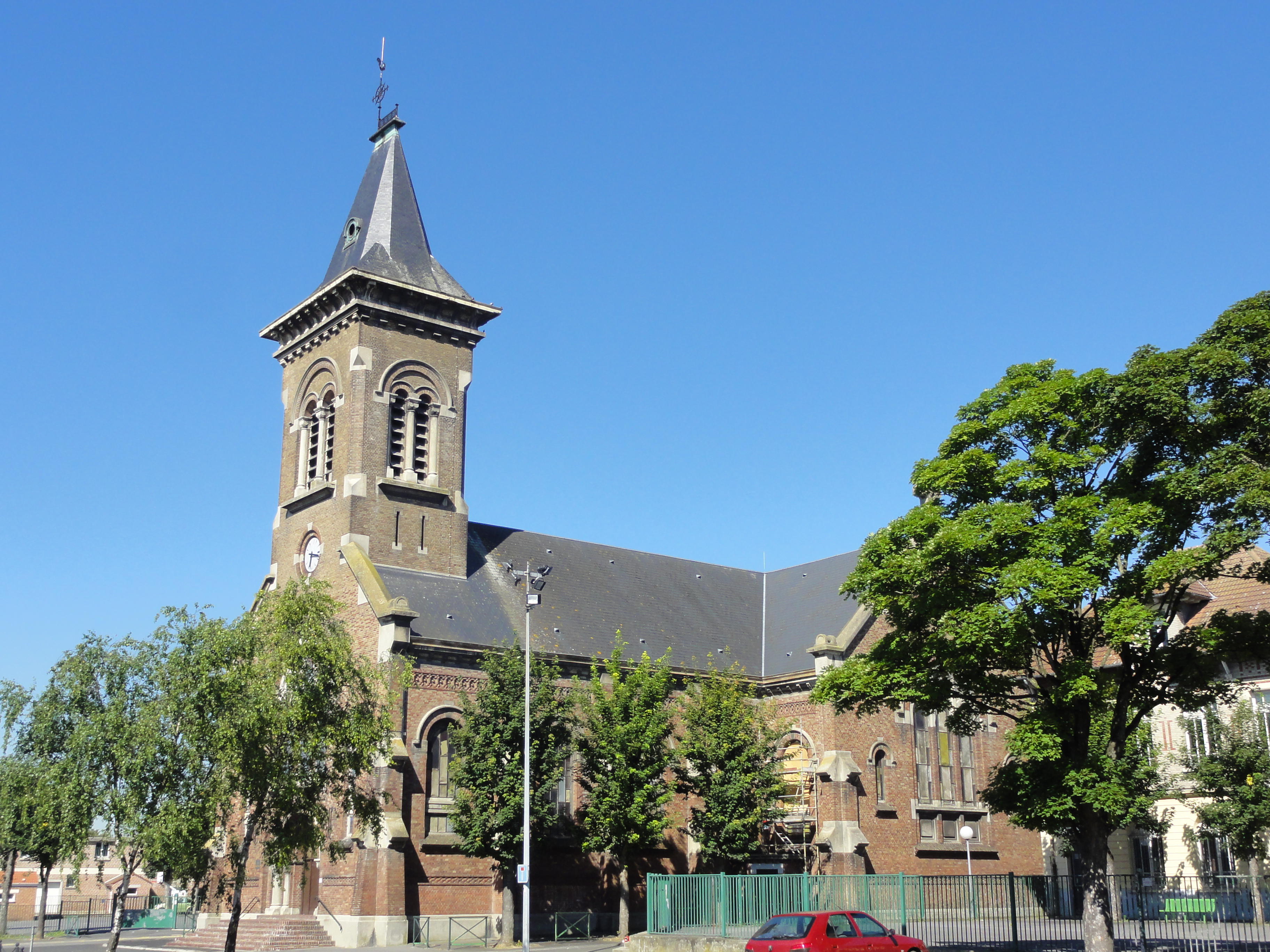
圣阿梅教堂（法语：Église Saint-Amé de Liévin）
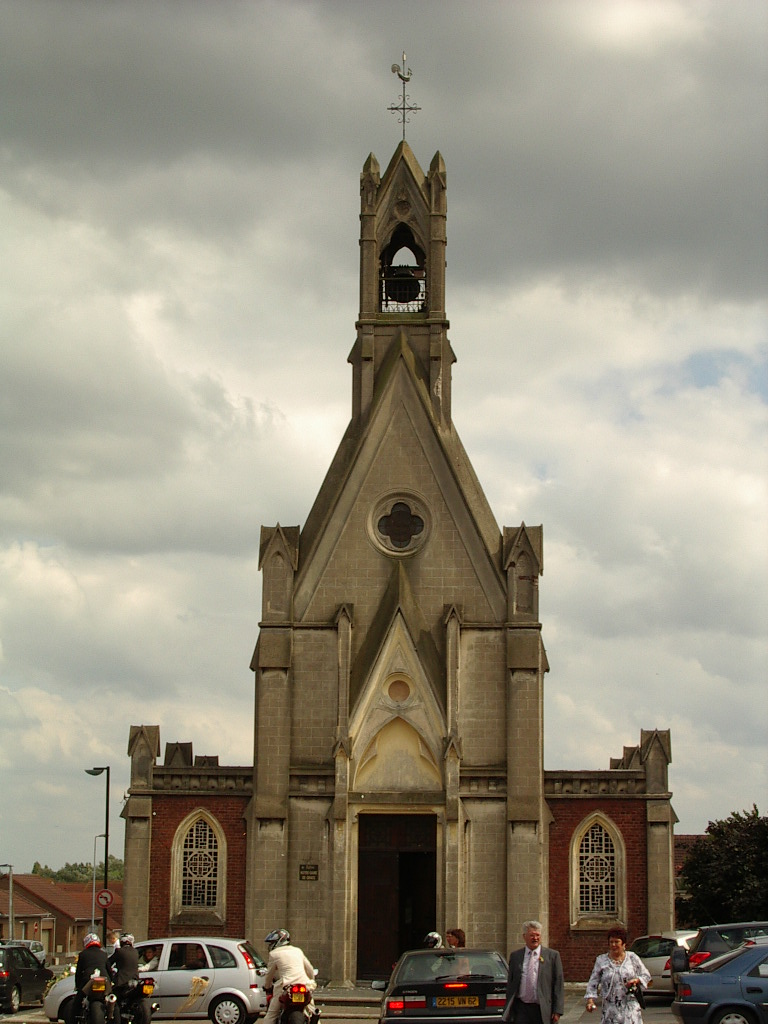
圣母教堂
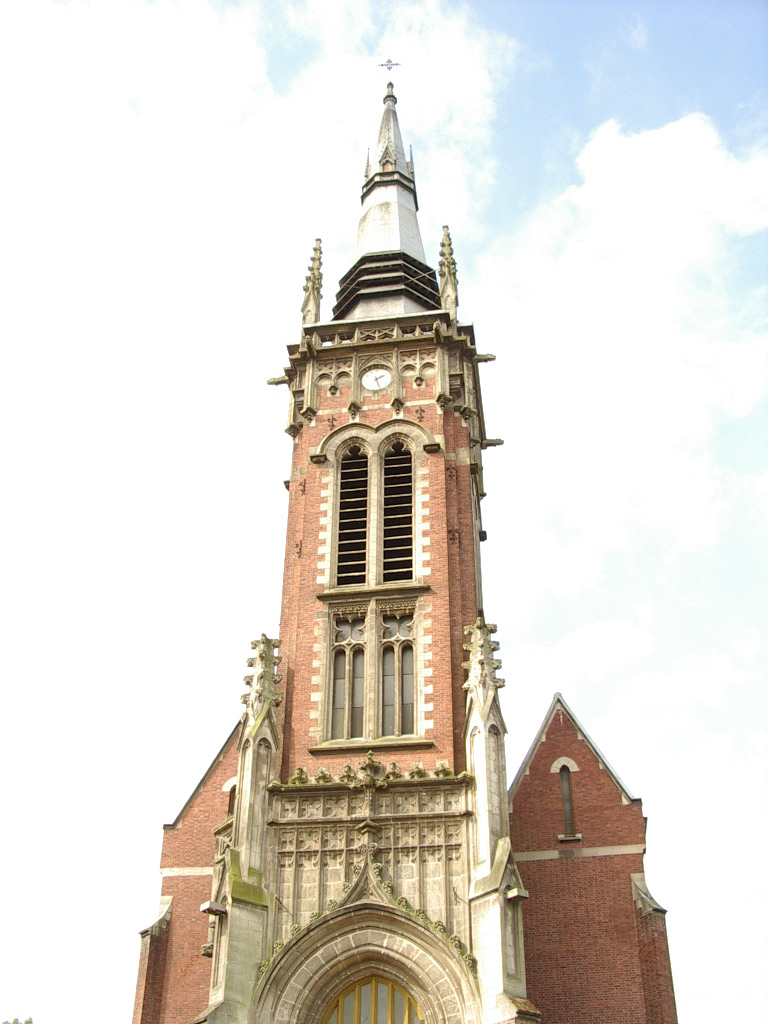
圣马丁教堂
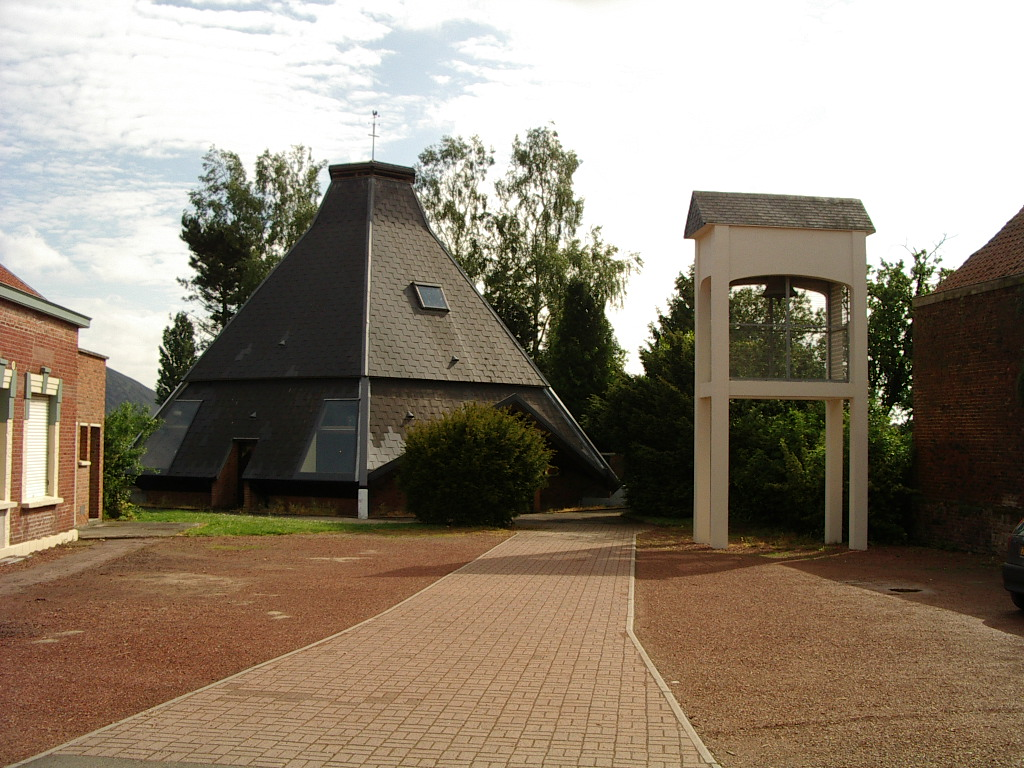
圣心小教堂
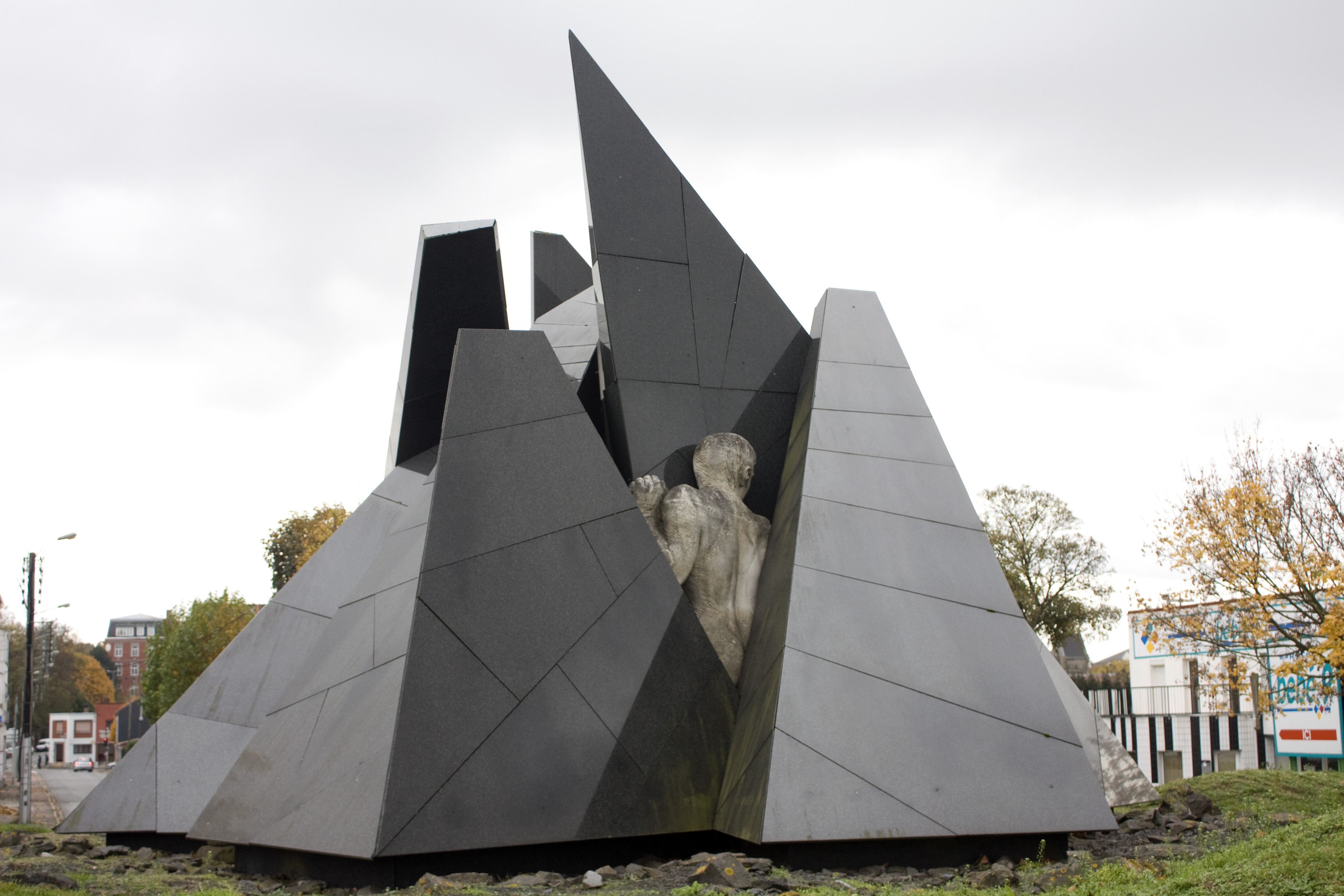
矿工纪念碑
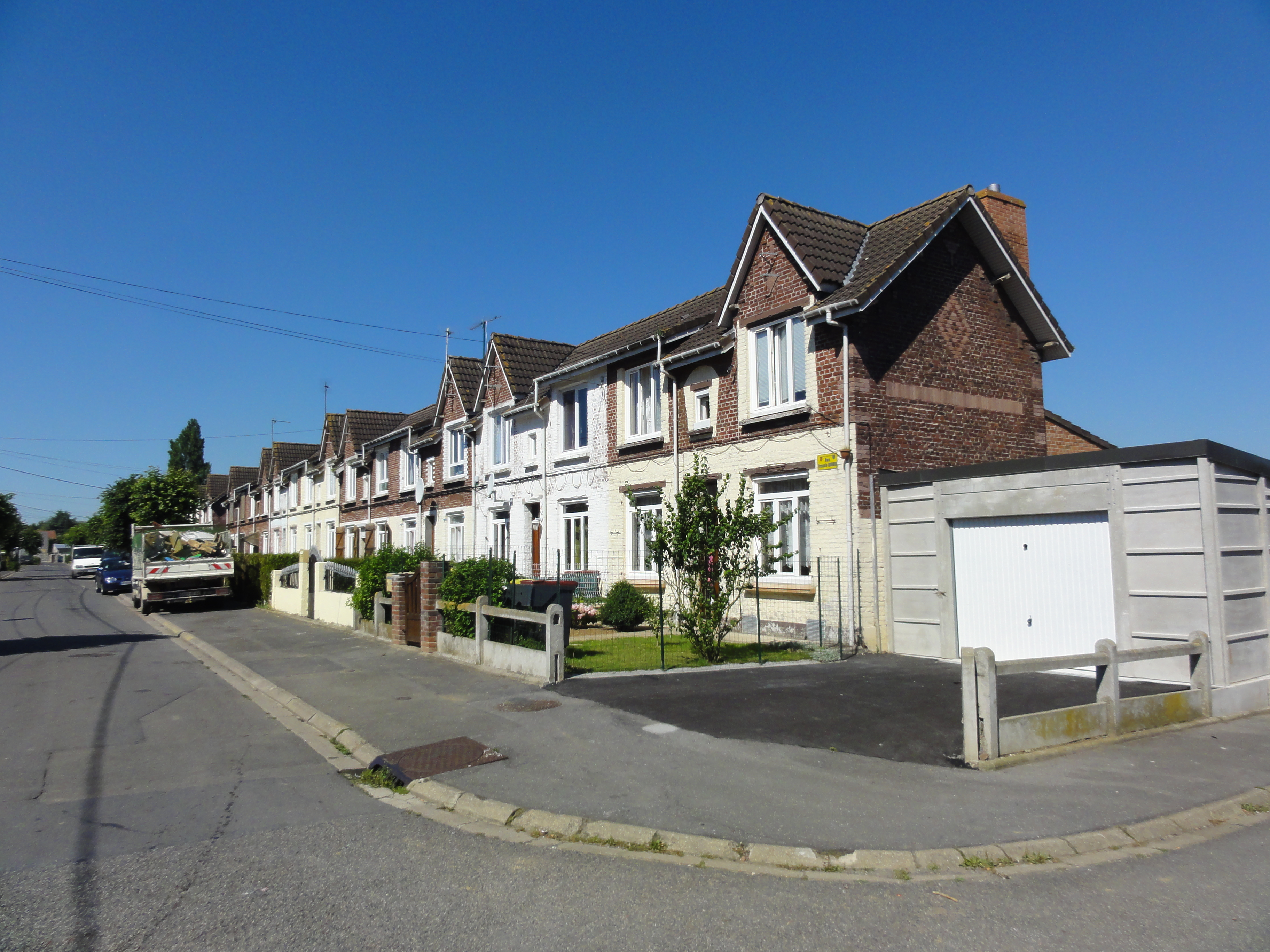
矿工宿舍

### 旅游
列万的旅游事务由其所属的公共社区负责。2020年，列万境内共有1家酒店共计80间房间。

### 媒体
法国主要的媒体均可在列万接收，法国电视三台下属的上法兰西大区频道在部分时段播出列万所属区域的地方新闻。

## 友好城市
截至2021年8月，列万共与六座城市互为友好城市关系：
- 法國 瓦尔省拉瓦莱特
- 德国 霍恩林堡（德语：Hohenlimburg）
- 奥地利 穆尔河畔布鲁克
- 比利时 穆斯克龙
- 立陶宛 帕斯瓦利斯
- 波蘭 雷布尼克